# カートヤング
カートヤング（1972年5月6日 - ）は、吉本興業東京本社（東京吉本）所属のピン芸人。東京NSC2期生。本名は内海 仁志。茨城県出身。血液型はO型。旧芸名は「どくろ団」。

## 人物・略歴
- 尺八のモノマネを十八番とし、『空中浮遊』や『トランペット』などの芸で子供達から高齢者まで幅広く楽しませている。
- 2001年12月にトリオ「うがじん」を結成。主にチャンバラコントをしており、M-1グランプリ2003では準決勝進出も経験したが、2005年12月に解散。
- 今はルミネtheよしもとの吉本新喜劇で老人やどこかの村の長老役を演じている。
- 2007年6月22日同じ吉本新喜劇の上床美智子と入籍、同年10月20日挙式。
- 2008年末より、芸名を『カートヤング』に改名。板尾創路が名付け親。2023年4月2日より本名の内海仁志に再改名。

## 出演

### テレビ
- インパクト!（フジテレビ）
- キャナガワ（tvk）うがじん時代
- 笑いの金メダル（朝日放送）
- エンタの神様（日本テレビ、2008年2月2日）　キャッチコピーは「孤高のピン芸人」
- 爆笑ホワイトカーペット（フジテレビ）　キャッチコピーは「この声 届いてますか？」
- 爆笑レッドカーペット（フジテレビ）　キャッチコピーは「この声 届いてますか？」
- よしもと新喜劇（毎日放送）
- 桃色探訪〜伝説の風俗〜（2022年5月29日、チャンネルNECO）- スナックの客 役

### テレビアニメ
- きんだーてれび「あわじしまの七福神」（2020年10月5日 - 、きんだーてれび枠内ショートアニメ） - 大黒天 役

### 舞台
- 幼児・小学生・戦隊ファン向け 夏休み企画 ももたろう （2018年7月23日 - 8月10日、ルミネtheよしもと） - おじいちゃん 役 [1]